# Tulipeae
Tulipeae, biljni tribus iz porodice ljiljanovki, dio je potporodice Lilioideae. Sastoji se od 4 roda, tipični je Tulipa sa vrstom Tulipa gesneriana L.
Tribus je opisan 1828. u Aug. Pyrami de Candolle Botanicon Gallicum.

## Rodovi
1. Gagea Salisb. (224 spp.)
2. Amana Honda (10 spp.)
3. Tulipa L. (97 spp.)
4. Erythronium L. (33 spp.)